# 芳賀書店
芳賀書店（はがしょてん）は、日本の書店である。アダルトDVD、成人向け書籍、成人向けグッズなどを主に販売している。
1970年代末から1980年代初頭にかけて、アダルト写真集（通称「ビニ本」）のブームの中心として有名となり、「ビニ本発祥の店」とされる。出版部門も存在し、1967年に刊行された寺山修司の『書を捨てよ町へ出よう』はベストセラーとなった。

## 沿革

### 初期
1936年、巣鴨にて創業。古書を中心に販売していたが、1945年に空襲で被災する。1948年に神田神保町へ移り、新刊本や特価本の販売も始める。1961年には出版部門を立ち上げた。
1960年代から1970年代にかけては小山弘健やいいだもも、滝田修ら反日本共産党の左翼人や新左翼の本を発行する一方、1971年から1990年代半ばまでは「シネアルバム」と題した映画スターの写真集、グラビア中心の映画年鑑も出版した。また、1972年から1982年まで「芳賀芸術叢書」と題した教養書のシリーズも刊行していた。
1967年、寺山修司の『書を捨てよ、町へ出よう』を出版する。平岡正明、大島渚ら新左翼とアングラ文化の境界線上を行き来する文化人の著書を出版、更に1970年代初期より、団鬼六の『花と蛇』シリーズの初版を発行。更に団と篠山紀信、森山大道らとのコラボレーション写真集を企画、刊行した。

### 2代目時代
芳賀書店2代目である芳賀英明が芳賀書店で働き始めた1970年代中頃には社会科学系の本を製作販売していたが、業績が低迷していた。そこで2代目が目を付けたのが女性のヌード写真集である。この手の写真集の第1号が何かについては諸説があるが、1970年代中頃より古書店などに出回り始めていたらしく、次第に露出度を高めて過激になり、1979年には爆発的なブームとなった。写真集はポリ袋（ビニール袋）に入れられていたため、通称「ビニ本」と呼ばれるようになった。芳賀書店はヌード写真集を最初にポリ袋に入れて売り始めた書店とされており、そのため芳賀書店は「ビニ本発祥の店」ともされる。エロ本はもともと店の1コーナーで販売していただけだったが、売れ行きが良かったため売場面積を広げる際、立ち読み防止のために本をポリ袋に入れた。その結果、客の回転率が上がり、劇的に売り上げが伸びた。この頃より芳賀書店は、出版業を中心とする物からから販売業を中心とする物へと業態を転換した。取次を通す書籍の場合は書店の利益は1割だったが、取次を介さず出版社が芳賀書店に直接納めるビニ本は利益が4割に達した。
1979年、神田古書センター7階にアダルト商品を主力とした支店「神田古書センター店」をオープンさせる（2018年9月に閉店）。「神田古書センター店」は、店内にビニ本がずらりと並ぶ様子がテレビのニュースや雑誌にも取り上げられ、話題となった。その後、本店でもアダルト商品中心の販売へ移行する。当時の芳賀書店は古書の街・神保町に、神保町店（15坪）、古書センター店（24坪）、本店（40坪）の3店舗のポルノ専門店を構えた。
ビニ本は定価のない「オープン価格」であったので、店によって値段が違ったが、特に芳賀書店は良質なビニ本を安く売っていたので評判が高かった。同じ作品なら他店より価格が安く、また売れ残った作品はどんどん値下げされるので、ある程度妥協すれば低価格帯でもそこそこ良質な作品が買えるのが芳賀書店の特徴であった。1979年から1980年にかけてが「ビニ本バブル」で、それまで1億円に満たなかった年商は3億円を突破し、1980年に完成した8階建て本店ビルの建設費5億円をこの2年の利益だけでまかなった。
ビニ本が過激さを増した結果、1980年10月、当時芳賀書店常務であった2代目が風営法違反の疑いで逮捕される。やがてアダルトビデオが普及し初め、ビニ本のブームは終息するが、「性風俗関連特殊営業」の届け出をしている全国でも珍しい書店である芳賀書店はアダルトVHSを販売し、VHS全盛期の1980年代半ばには年商が24億円に達した。
1990年代にはDVD時代に入ったが、DVDはVHSより価格が安いため客単価が低下し、収益は5分の1になった。

### 3代目時代
2002年、芳賀書店3代目である芳賀英紀（当時大学生）が、父である2代目に請われ、21歳で社長に就任。当時の芳賀書店は11億円の負債を抱えており、非常に経営状態が悪かったが、会社を私物化していた先代社長を含む親族の報酬をカットし役員に退職を促すなどの内部改革、自身を含む報酬のカット、またメーカーと交渉してDVDを「買取」から「返品可」にしてもらうなどの辣腕を振るった結果、1期目で黒字転換する。
2010年代のインターネット配信時代に入っても、経営は好調である。DVDは昔のVHSより値段が安いが、3代目の経営努力の結果、客数や商品の購買数は上がってきている。「実物を手に取って選べる」という実店舗の強みを生かしている。2016年現在、客の高齢化もあって、売り上げの4割近くを支えているのが『熟女モノ』で、ニーズに合わせて特設コーナーも作るなど、時代に合わせて工夫している。

### 4代目時代
2015年、急激な改革の反動により2代目社長の妻である芳賀紀子に社長が交代となる（3代目は専務に）。2016年3月、出版部門を「株式会社Jパブリッシング」として切り離した。Jパブリッシングの所在地は、独立当初は株式会社芳賀書店の本店と同じ「芳賀書店ビル」の6階にあったが、のちに「千代田区九段北3-2-5　九段北325ビル5階」へと移転している。
2018年、「神田古書センター店」が閉店し、本店のみとなった。
2021年に出版部門を再開。再開第1弾は井口昭彦画集『幻夢妖獣』。

## 所在地
本社
株式会社芳賀書店　総務・経理部（東京都千代田区神田神保町2-7 芳賀書店ビル8階）
店舗
芳賀書店本店（東京都千代田区神田神保町2-7 芳賀書店ビル1～3階）
旧店舗
- 古書センター店（東京都千代田区神田神保町2-3[1]、2018年9月閉店）
- 神保町店 （東京都千代田区神田神保町1-14）

## メディア紹介

### TV
- 田村淳の地上波ではダメ!絶対!(2017年9月14日、2019年9月5日、2019年10月3日、BSスカパー!)[15][16][17]
- BSスカパー！「ダラケ! 〜お金を払ってでも見たいクイズ〜」シーズン１４エロ本コレクターとして出演(2018年4月12日、BSスカパー!)[18]*鑑定士として出演
- じっくり聞いタロウ〜スター近況（秘）報告〜(2018年4月12日、テレビ東京)[19]
- モテるの法則 season15 #4(2021年6月15日、エンタメ〜テレ☆シネドラバラエティ)[20]

### インタビュー
- 禁断のビニ本、発祥の店はいま・・・月130万冊発行した時代も[3]（2015年04月20日、withnews）
- 負債11億…神田神保町の老舗「芳賀書店」の社長に21歳で就任した三代目。まず始めたことは身内を切ること[9]（2017年01月17日、SPA!）
- コンビニ成人誌販売中止　老舗専門店の芳賀書店社長「チャンスにしたい」[21]（2019年01月30日、毎日新聞）
- 成人雑誌の活路は？　「エロの老舗」芳賀書店3代目専務が激白　「顧客と会話ができる専門店の役割も重要」[22]（2019年02月10日、zakzak）